# Distrito de Ongón
El distrito de Ongón es uno de los trece que conforman la provincia de Pataz, ubicada en el departamento de La Libertad, en el Norte del Perú.
Desde el punto de vista jerárquico de la Iglesia católica forma parte de la Prelatura de Huamachuco.

## Historia
Asegurada la independencia, la nueva demarcación territorial que promulgó Bolívar crea la provincia de Pataz con la fusión de  tres corregimientos: Pataz, Collay y Caxamarquina (este último hoy Bolívar). En ella se encontraba el territorio del actual distrito de Huayo.
El distrito fue creado mediante Ley del 25 de noviembre de 1876, en el gobierno del Presidente Mariano Ignacio Prado Ochoa.
Es considerado actualmente como el distrito más pobre del departamento de La Libertad.

## Geografía
Abarca una superficie de 1 394,89 km², siendo el más extenso de todos los distritos de La Libertad, con el 5 % de toda la extensión se ubica en la selva, dándole al departamento de La Libertad la condición de tener en su territorio las tres regiones naturales del país.

## Autoridades

### Municipales
- 2023 - 2026

- Welsman Miranda Ramos

- 2011 - 2014[2]
  - Alcalde: Welsman Miranda Ramos, Partido Acción  Popular (AP).
  - Regidores:  Raúl Acuña Ponce (AP), Ángel Domínguez Quezada (AP), Wilmer Vicente Cabellos López (AP), Hercila Esperanza Genovez Flores (AP), Bartolomé Carranza Zegarra (Alianza para el Progreso).[3]
- 2007 - 2010
  - Alcalde: ELEUTERIO López Miranda, Partido Alianza para el Progreso (APP).

### Policiales
- Comisario:   PNP.

### Religiosas
- Prelatura de Huamachuco[4]
  - Obispo Prelado de Huamachuco: Monseñor Sebastián Ramis Torres, TOR.[5]
- Parroquia Virgen del Carmen 
  - Párroco:  Pbro.  R. P. José Antonio Fernández Miranda. (2016- ...)